# Calulo
Calulo – miasto w Angoli, w prowincji Kwanza Południowa.